# People’s Choice Awards 2006
32-я церемония награждения премии «People’s Choice Awards» за заслуги в области кинематографа, телевидения и музыки за 2005 год состоялась 10 января 2006 года в Shrine Auditorium в Лос-Анджелесе. Ведущим церемонии стал Крейг Фергюсон.

## Список основных номинаций
Победители выделены полужирным начертанием.

### Кино
| Любимый фильм | Любимый семейный фильм |
| --- | --- |
| - «Звёздные войны. Эпизод III: Месть ситхов» - «Бэтмен: Начало» - «Правила съёма: Метод Хитча»                                               | - «Чарли и шоколадная фабрика» - «Цыплёнок Цыпа» - «Мадагаскар»                                                                                     |
| Любимый комедийный фильм | Любимый драматический фильм |
| - «Незваные гости» - «Правила съёма: Метод Хитча» - «Всё или ничего»                                                                         | - «Звёздные войны. Эпизод III: Месть ситхов» - «Бэтмен: Начало» - «Тренер Картер»                                                                   |
| Любимый актёр в главной роли | Любимая актриса в главной роли |
| - Брэд Питт - Джейми Фокс - Адам Сэндлер | - Риз Уизерспун - Камерон Диас - Рене Зеллвегер |
| Любимый актёр боевиков | Любимая актриса боевиков |
| - Мэттью Макконахи — «Сахара» - Брэд Питт — «Мистер и миссис Смит» - Дуэйн Джонсон — «Doom»                                                  | - Дженнифер Гарнер — «Электра» - Анджелина Джоли — «Мистер и миссис Смит» - Кэтрин Зета-Джонс — «Легенда Зорро»                                     |
| Любимый киноактёр | Любимая киноактриса |
| - Джонни Депп — «Чарли и шоколадная фабрика» - Николас Кейдж — «Оружейный барон» и «Синоптик» - Дензел Вашингтон                             | - Сандра Буллок — «Столкновение» и «Мисс Конгениальность 2» - Анджелина Джоли — «Мистер и миссис Смит» - Николь Кидман — «Колдунья» и «Переводчица» |
| Любимый комедийный актёр | Любимая комедийная актриса |
| - Адам Сэндлер - Крис Рок - Уилл Смит | - Эллен Дедженерес - Дрю Бэрримор - Куин Латифа |
| Любимая прическа | Любимая внешность |
| - Фэйт Хилл - Дженнифер Гарнер - Николь Кидман                                                                                               | - Дженнифер Энистон - Анджелина Джоли - Риз Уизерспун                                                                                               |
| Любимая экранная команда | |
| - Винс Вон, Оуэн Уилсон — «Незваные гости» - Анджелина Джоли, Брэд Питт — «Мистер и миссис Смит» - Адам Сэндлер, Крис Рок — «Всё или ничего» | |

### Телевидение
| Любимая телекомедия                                                                                        | Любимая теледрама |
| --- | --- |
| - «Все любят Рэймонда» - «Шоу 70-х» - «Симпсоны»                                                           | - «C.S.I.: Место преступления» - «Отчаянные домохозяйки» - «Закон и порядок: Специальный корпус»                         |
| Любимая новая телекомедия                                                                                  | Любимая новая теледрама                                                                                                  |
| - «Меня зовут Эрл» - «Как я встретил вашу маму» - «Все ненавидят Криса»                                    | - «Побег» - «Женщина-президент» - «Мыслить как преступник»                                                               |
| Любимый телевизионный актёр                                                                                | Любимая телевизионная актриса                                                                                            |
| - Рэй Романо — «Все любят Рэймонда» - Чарли Шин — «Два с половиной человека» - Кифер Сазерленд — «24 часа» | - Дженнифер Гарнер — «Шпионка» - Тери Хэтчер — «Отчаянные домохозяйки» - Дженнифер Лав Хьюитт — «Говорящая с призраками» |
| Любимое ток-шоу                                                                                            | Любимый ведущий вечернего ток-шоу                                                                                        |
| - «Шоу Эллен Дедженерес» - «Live! with Kelly and Michael» - «Шоу Опры Уинфри»                              | - Джей Лено - Дэвид Леттерман - Конан О'Брайен                                                                           |
| Любимое другое реалити-шоу                                                                                 | Любимый телеконкурс |
| - «Extreme Makeover: Home Edition» - «Extreme Makeover» - «Supernanny»                                     | - «American Idol» - «Фактор страха» - «Survivor»                                                                         |

### Музыка
| Любимая песня из фильма | Любимая группа                                      |
| --- | --------------------------------------------------- |
| - «These Boots Are Made for Walkin’» Джессика Симпсон, «Придурки из Хаззарда» - «Errtime» Nelly, «Всё или ничего» - «1 Thing» Амери, «Правила съёма: Метод Хитча» | - Green Day - The Black Eyed Peas - Destiny’s Child |
| Любимый певец | Любимая певица                                      |
| - Тим Макгро - Тоби Кит - Ашер | - Келли Кларксон - Фэйт Хилл - Гвен Стефани         |
| Любимое турне |                                                     |
| - U2 - Green Day - Пол Маккартни |                                                     |